# Сретен Угричић
Сретен Угричић (Херцег Нови, 1961) српски је писац и бивши управник Народне библиотеке Србије.

## Биографија
У Београду је завршио основну и средњу школу, као и филозофију на Филозофском факултету, 1985. године. Био је асистент на Филозофском факултету у Приштини, на предметима Естетика и етика, од 1992. до 1997. године.
Објавио неколико књига, и био уредник часописа Писмо (Земун, 1989 – 1991) и Универзитетска мисао (Приштина, 1993 – 1996).
Од 2001. до 20. јануара 2012. био је управник Народне библиотеке Србије, када је смењен одлуком Владе Републике Србије, након што је потписао проглас Форума писаца у којем се тражи „обустава медијске хајке на црногорског писца и новинара Андреја Николаидиса”, који је, као саветник председника Скупштине Црне Горе, написао да би „цивилизацијски искорак био да је Боле употребио динамит и пушке које је сакрио у дворани у којој су главари, духовници и уметници прослављали 20-годишњицу Републике Српска” и да „РС нема будућност, јер је настала као геноцидна творевина”.

## Дела
- Упознавање са вештином, 1985.[3]
- Непоновљиво, непоновљиво: четворојеванђеље постмодерног романтизма са коментарима, 1988.[4]
- Маја и ја и Маја : роман о одрастању, 1993.[5]
- Инфинитив, 1997.[6]
- Бог језика и друге приче, 2000.[7]
- Вечерас у Емаусу, 2003.[8]
- Увод у астрономију : огледи о статусу уобразиље и одговорности у Србији, 2006.[9]
- Разлози за опроштај. 6/2, 2006.[10]
- Незнаном јунаку: нефикција, 2010.[11]
- Das Leben ist Ausland.net, 2012.[12]